# Hypocophus minusculus
Hypocophus minusculus är en insektsart som först beskrevs av Lucien Chopard 1958.  Hypocophus minusculus ingår i släktet Hypocophus och familjen Anostostomatidae. Inga underarter finns listade i Catalogue of Life.